# Cavall blanc (mitologia)

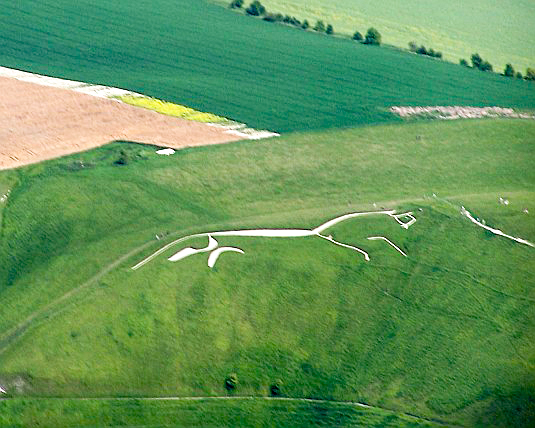
De 3,000 anys d'antiguitat, el Cavall blanc d'Uffington com una figura de turó a Anglaterra.

Els cavalls blancs tenen una importància especial en les mitologies de cultures de tot el món. Són sovint associats amb el carro solar, amb herois guerrers, amb fertilitat (tant en manifestacions d'eugues com de sementals), o amb un salvador del final dels temps, però també existeixen altres interpretacions. Tant els cavalls blancs com els cavalls grisos més comuns, amb pelatges de pel blanc, eren identificats com a "blanc" per diverses tradicions religioses i culturals.

## Retrat del mite

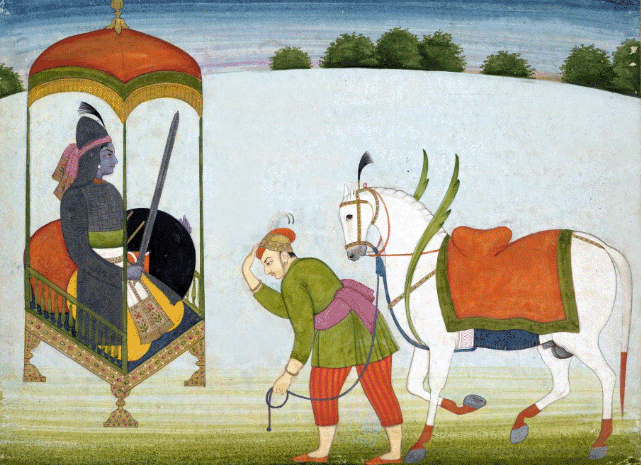
La deïtat Kalki amb el seu cavall blanc. Turons de Panjab, Guler, c. 1765.

Des dels inicis dels temps, els cavalls blancs han estat mitificats com posseïdors de propietats excepcionals, transcendint el món normal al tenir ales (p. ex. Pegàs en la mitologia grega), o per tenir banyes (l'unicorn). Com a part de la seva dimensió llegendària, el cavall blanc en el mite es pot representar amb set caps (Uchaishravas) o vuit peus (Sleipnir), de vegades en grups o individualment. També hi ha cavalls blancs que són endevinatoris, que profetitzen o adverteixen del perill.
Com a símbol particular o distingit, el cavall blanc sol portar la figura de l'heroi o el déu en papers cerimonials o en triomf davant les forces del mal. Heròdot va informar que els cavalls blancs eren considerats com animals sagrats en la cort de l'Imperi Aquemènida de Xerxes el Gran (que governà entre el 486–465 aC), mentre en altres tradicions es gira la funcionalitat quan son sacrificats als déus.
Dins més d'una tradició, el cavall blanc pora els sants patrons o són els salvadors mundials dels final dels temps (com en l'Hinduisme, Cristianisme i l'Islam), vinculant-se amb el sol o carruatge solar (Ossètia) o esclata d'una manera fantàstica, sorgint del mar o d'un raig.
Algunes mitologies són històries de creences basades en tradicions molt llunyanes. Altres contes, encara que visionaris o metafòrics, es troben en fonts litúrgiques, com a part de tradicions conservades actuals, com per exemple la tradició iraniana.

## Mitologies i tradicions

### Europa

#### Celta
A la mitologia Celta, Rhiannon, una figura mítica de la col·lecció Mabinogion de llegendes, munta un cavall "pàl·lid-blanc". A causa d'això se l'ha vinculat amb la deessa equina romano-celta de la fertilitat, coneguda com a Epona, i altres casos del culte al cavall en els principis de la cultura indo-europea.

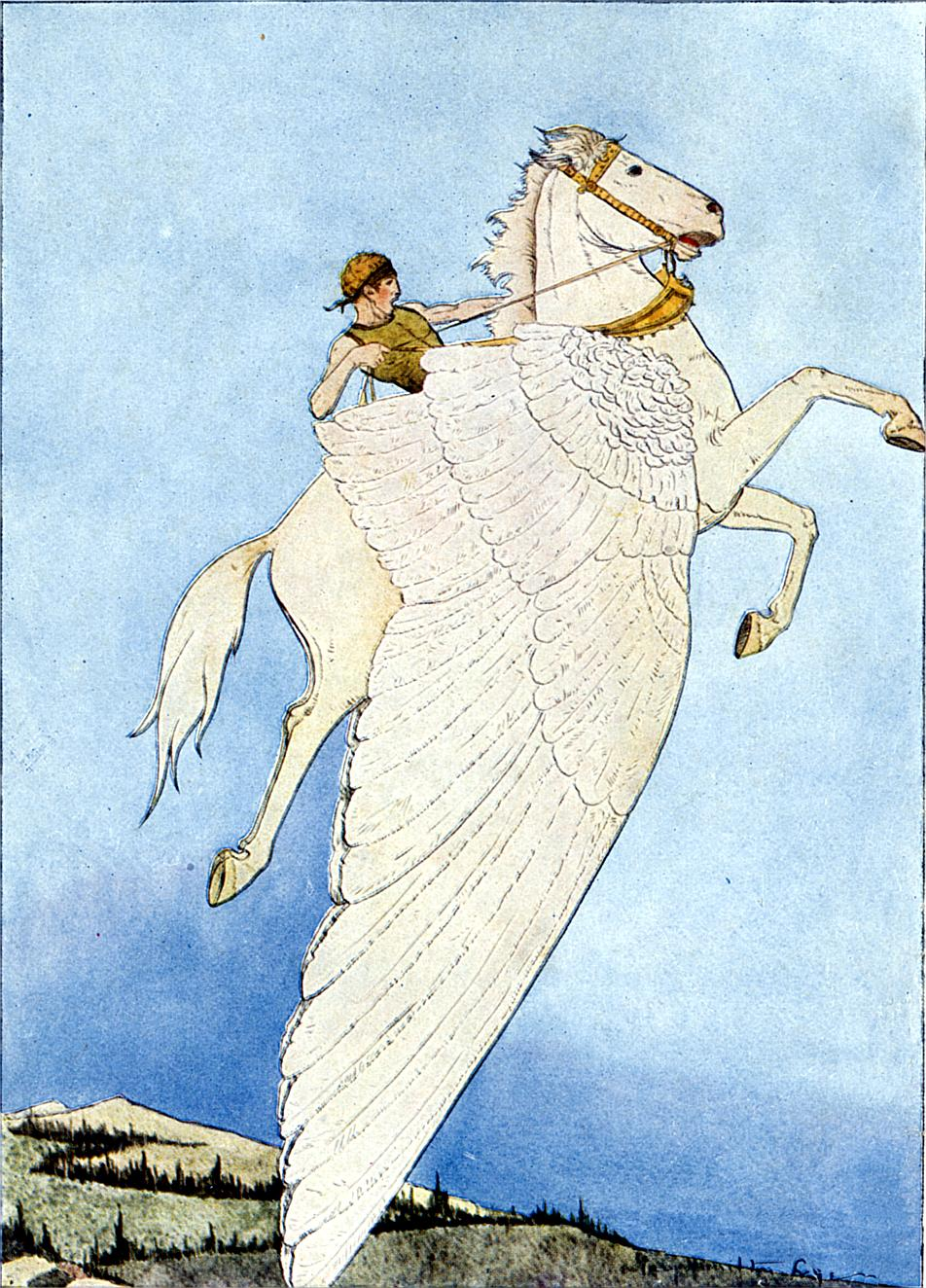
Bel·lerofont muntant a Pegàs

Els cavalls blancs són el tipus més comú en les figures de turó a Anglaterra. Encara que moltes són modernes, el cavall blanc d'Uffington es remunta com a mínim a l'edat de bronze.
En folklore escocès, el kelpie o each uisge, un mortífer dimoni d'aigua sobrenatural en forma d'un cavall, de vegades es descriu com blanc, encara que altres històries diuen que és negre.

#### Grega
En mitologia grega, el cavall alat blanc Pegàs era el fill de Posidó i el gòrgona Medusa. Posidó també va ser el creador dels cavalls, creant-los fora del trencament d'onades, quan es va desafiar a crear un bonic animal de terra.

#### Nòrdica

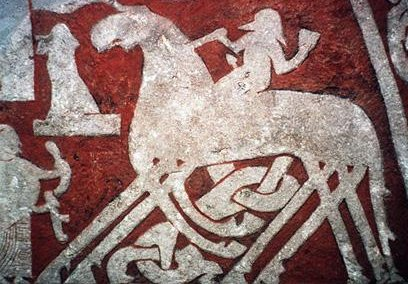
La Pedra de Tjängvide es creu que mostra a Odin entrant al Valhalla i muntant a Sleipnir.

A la mitologia nòrdica, el cavall d'Odin de vuit potes, Sleipnir, "el millor cavall entre déus i homes", es descriu com de color gris. Sleipnir va ser també l'avantpassat d'un altre cavall gris, Grani, qui fou propietat de l'heroi Sigurd.

#### Eslava
En mitologia eslava, la deïtat de la guerra i la fertilitat Svantovit posseïa un cavall blanc oracular; l'historiador Saxo Grammaticus, en les descripcions semblants a les de Tàcit segles abans, deia que els sacerdots van endevinar el futur liderant el semental blanc entre una sèrie de tanques i observant quina cama, dreta o esquerra, va fer un pas primer a cada fila.

#### Finno-Úgrica
Un dels títols del déu en mitologia hongaresa era Hadúr, que, segons una font no confirmada, porta coure pur i és un metròleg. El nom hongarès per Déu era, i segueix sent "Isten" i els seus seguidors seguien el Tengrianisme estepari. Els antics magiars li sacrificaven sementals blancs abans d'una batalla. A més, hi ha una història, esmentada per exemple a la Gesta Hungarorum, en què els magiars van pagar un cavall blanc al capità moravi Svatopluk I, que en altres versions, és el capità búlgar Salan, com a part de la terra que més tard esdevindria el Regne d'Hongria. El fons històric real de la història és dubtós perquè Svatopluk ja estava mort quan van arribar les primeres tribus hongareses. D'altra banda, fins i tot Heròdot esmenta en les seves Històries un costum oriental, on enviar un cavall blanc com a pagament a canvi de terra significa casus belli. Aquestes costums s'arrelen en l'antiga creença oriental que la terra robada perdria la seva fertilitat.

### Iraniana
En el Zoroastrisme, una de les tres representacions de Tishtrya, la hipòstasi de l'estrella Sirius, és la d'un semental blanc (les altres dues són la d'un home jove, i un bou). La divinitat pren aquesta forma durant els últims 10 dies de cada mes del calendari zoroàstric. També es una batalla cosmogònica batalla pel control de la pluja. En aquest últim conte (Yasht 8.21–29), que apareix als himnes d'Avesta dedicats a Tishtrya, la divinitat és oposada per Apaosha, el dimoni de la sequera, que apareix com un semental negre.
També es diu que els cavalls blancs dibuixen carros divins, com el Aredvi Sura Anahita, que es la divinitat de les aigües d'Avesta. Representant diverses formes d'aigua, els seus quatre cavalls són anomenats "vent", "pluja", "núvols" i "aiguaneu" (Yasht 5.120).

### Hindú
Els cavalls blancs apareixen moltes vegades en la mitologia hindú i se situen en la posició pel sol. El sarifici de cavall amb els vedes, Ashvamedha era un ritual de la fertilitat i reialesa que incorporava el sacrifici d'un semental sagrat gris o blanc. Podien haver-hi rituals similars entre els romans, els celtes i els nòrdics, però les descripcions no són tan completes.

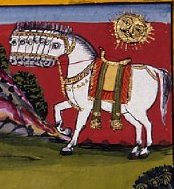
Uchchaihshravas

En el Puranas, un dels objectes preciosos que van sorgir entre els devas i els dimonis dins el batut de l'oceà de llet, va ser el Uchchaihshravas, un cavall blanc de neu amb set caps. Turaga era un altre cavall blanc diví que va emergir de l'oceà i va ser agafat pel déu del sol Surya. Uchaishravas era a vegades muntat per Indra, senyor dels devas. Indra es caracteritzà per tenir una afició pels cavalls blancs en diverses llegendes: sovint robava el cavall de sacrifici, amb la preocupació de tots els implicats, com en la història de Sagara, o la història del rei Prithu.
El carro de la deïtat solar Súrya és dibuixat per set cavalls, alternativament descrits, tots de color blanc, o com els colors de l'arc de Sant Martí.
Hayagriva, l'avatar de Vixnu és adorat com com el Déu de coneixement i la saviesa, amb un cos humà i el cap d'un cavall, de color blanc brillant, amb vestits blancs i assegut en un lotus blanc. Kalki, la desena encarnació de Vishnu, i salvador de la fi del món, està previst que aparegui muntant un cavall blanc, o en la forma d'un cavall blanc.

### Budista
Kanthaka era un cavall blanc que era un criat reial i cavall favorit del príncep Siddhartha, que més tard esdevendria Siddhartha Gautama. Siddhartha va utilitzar Kanthaka en tots els grans esdeveniments descrits en els textos budistes abans de la seva renúncia del món. Després de la sortida de Siddhartha, es va dir que Kanthaka va morir per haver-se-li trencat el cor.

### Abrahàmiques

#### Jueva
El Llibre de Zacaries esmenta per dos cops dels cavalls de colors. En el primer passatge hi ha tres colors (vermell, motejat, i blanc), i en el segon hi ha quatre equips de cavalls (vermells, negres, blancs, i finalment motejats) tirant dels carruatges. El segon conjunt de cavalls es coneix com "els quatre esperits de cel, que surten de peu davant la presència del Senyor de tot el món". Són descrits com a vigilants de la terra i per mantenir-la pacífica.

#### Cristiana

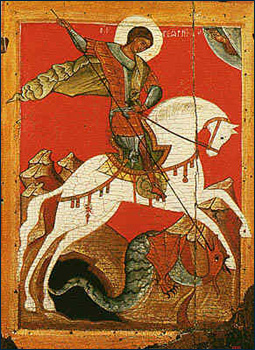
Una icona del segle XV: St. Jordi a Nóvgorod.

En el Nou Testament, el Quatre genets de l'Apocalipsi inclou un assegut en un cavall blanc i un en un cavall pàl·lid. El cavall blanc era portador de la pestilència, mentre que el cavall pàl·lid, portava la mort. Tanmateix, la paraula grega chloros, traduïda inicialment per pàl·lid, és sovint interpretada com a verd malalt o gris cendrer en lloc de blanc. Més tard en el Llibre de l'Apocalipsi, Crist munta un cavall blanc des del cel al capdavant dels exèrcits celestials per jutjar i fer la guerra a la terra.
Dos sants cristians s'associen amb dos sementals blancs: Sant Jaume, com a patró d'Espanya, munta un cavall blanc en el seu aspecte marcial. Sant Jordi, patró dels cavallers entre altres coses, també munta un cavall blanc. A Ossètia, la deïtat Uastyrdzhi, que va encarnar el simbolisme del guerrer i el sol, sovint associada amb cavalls blancs, es va identificar amb la figura de Sant Jordi, després que la regió adoptés el Cristianisme.
Els Gesta Francorum incorporen una descripció de la Primera Croada, on els soldats que lluitaven en el Setge d'Antioquia afirmaven haver estat encoratjats per una visió de Sant Jordi i cavalls blancs durant la batalla: «Sortien de les muntanyes, també, incomptables exèrcits amb cavalls blancs, els quals els estàndards eren de color blanc. I així, quan els nostres dirigents van veure aquest exèrcit, ... van reconèixer l'ajuda de Crist, els líders van ser Sant Jordi, Mercuri, i Demetrii.»

#### Islàmica
La cultura islàmica parla d'una criatura blanca anomenada al-Buraq o Buraq que va dur Mahoma a Jerusalem durant el viatge nocturn. També es diu que al-Buraq transportava Ibrahim (Abraham) quan anava a visitar la seva dona Hàjar (Agar) i el seu fill Ismaïl (Ismael). Segons la tradició, Ibrahim vivia amb Sara a Síria, mentre al-Buraq el transportaria al matí a la Meca per veure allà la seva altra família, per tornar amb la seva dona siriana al vespre.
Al-Buraq (en àrab البُراق, al-Burāq, ‘llamp’) no apareix esmentat a l'Alcorà, però sí als hadits del Profeta.
La tradició xiïta imamita imagina la vinguda del mahdí muntat sobre un cavall blanc.

### Asiàtica

#### Coreana
Un cavall blanc enorme apareix en mitologia coreana en la història del regne de Silla. Quan la gent es va reunir per pregar per un rei, el cavall va sortir d'un raig de llamps, inclinant-se cap a un ou brillant. Després que el cavall tornés al cel, es va obrir l'ou i va aparèixer el nen Hyeokgeose de Silla. Un cop va créixer va unir sis estats que havien estat en conflicte.

#### Filipina
La ciutat de Pangantucan té com a símbol un semental blanc que va salvar una antiga tribu de la massacre arrancant un bambú, i així els avisà de l'aproximació de l'enemic .

#### Vietnamita
La ciutat de Hanoi honra un cavall blanc com el seu patró amb un temple dedicat al seu venerat esperit. Es el Cavall Blanc o Temple de Bach Ma ("bach" significa blanc i "ma" és cavall). El rei del segle xii, Lý Công Uẩn (també conegut com a Lý Thái Tổ) va tenir la visió d'un cavall blanc que representava un esperit de riu que li va mostrar on havia de construir la seva ciutadella.

## Literatura i art

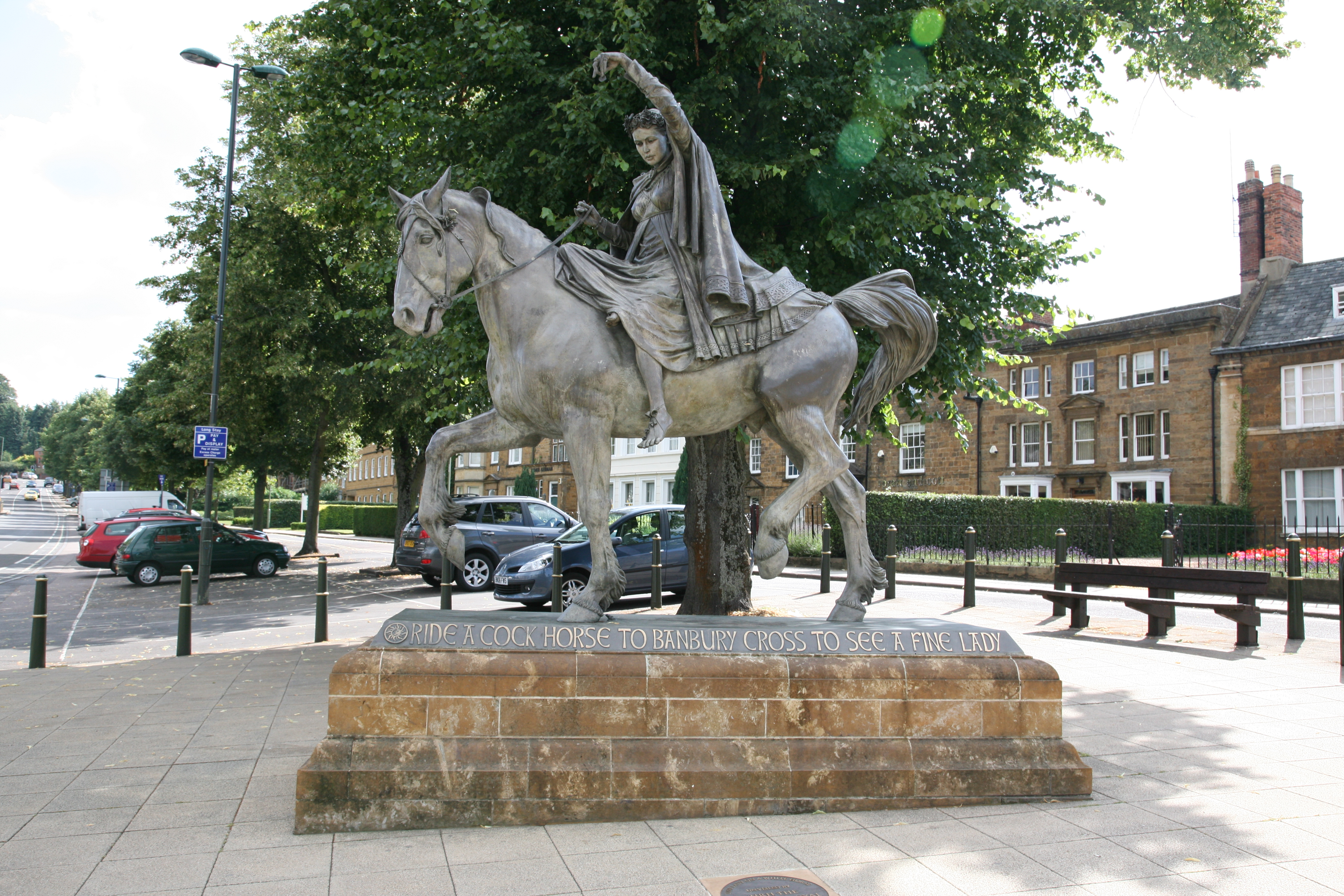
L'estàtua de la "bella dama sobre un cavall blanc" a Banbury Cross.

El simbolisme mitològic dels cavalls blancs ha estat recollit en gran manera en la literatura, cinema i altres narracions. Per exemple, el príncep encantador o cavaller errant dels contes de fades sovint munten un cavall blanc. Els unicorns són generalment blancs, com a criatures properes als cavalls amb una sola banya. I la cançó infantil anglesa la rima "Ride a cock horse to Banbury Cross" es refereix a una dama d'un cavall blanc que pot estar associat amb la deessa cèltica Rhiannon.
Un "palafreny blanc" apareix en el conte de fades "Virgili el Bruixot" de Andrew Lang. Apareix en El Llibre de Fada Violeta i atribuït a l'antic poeta de l'antiga roma Virgil.

L'autor britànic G.K. Chesterton va escriure un poema d'èpic titulat Balada del Cavall Blanc. En el Llibre I, "La Visió del Rei," escriu des de l'Anglaterra més antiga, invocant la figura del cavall blanc i dels déus:
Davant els déus que feien els déus
Havia vist passar a trenc d'alba, 
Vale, el Cavall Blanc
Que menjava l'herba.
El cavall blanc és un motiu recurrent en l'obra d'Ibsen Rosmersholm, fent ús de la mitologia nòrdica que, aparentment era portadora de la mort. La base per la superstició pot haver estat que el cavall era una forma d'esperit guardià, enterrat en vida en la consagració original de l'edifici de l'església (el protagonista condemnat a l'obra era un pastor), o que era la materialització del fylgje, l'esperit guardià de l'individu o de la família.